# Tottenham Hotspur Football Club
Il Tottenham Hotspur Football Club (pron. ˈtɒtnəm ˈhɒtˌspɜr), noto più brevemente come Tottenham Hotspur o semplicemente Tottenham o Spurs è una società calcistica inglese avente sede nell'omonimo sobborgo di Londra sito nel borgo di Haringey. Milita nella Premier League, la massima divisione del campionato inglese di calcio.
Fondato nel 1882, disputa le partite interne al Tottenham Hotspur Stadium dal 2019, stadio che ha sostituito lo storico impianto di White Hart Lane (1889).
A livello internazionale nella bacheca del club figurano 1 Coppa delle Coppe e 3 Coppe UEFA/Europa League. La Coppa delle Coppe vinta nel 1962-1963 rappresenta il primo trofeo di una formazione inglese in una competizione europea. È una delle quindici squadre che hanno raggiunto le finali di tutte le tre principali competizioni UEFA stagionali per club disputate fino al 2020-2021: Champions League (2018-2019), Coppa UEFA-Europa League (1971-1972, 1973-1974, 1983-1984 e 2024-2025) e Coppa delle Coppe (1962-1963).
A livello nazionale è la sesta squadra in Inghilterra per numero di titoli ufficiali vinti: 21. Nella bacheca del club figurano: 2 campionati, 8 Coppe d'Inghilterra, 4 Coppe di Lega e 7 Supercoppe d'Inghilterra (di cui 4 condivise). Complessivamente il club si è aggiudicato 25 trofei ufficiali, 21 nazionali e 4 internazionali, che la rendono la sesta squadra più vincente in Inghilterra.
Insieme a Liverpool, Manchester Utd, Arsenal, Chelsea e Manchester City forma il gruppo delle "Big Six" del calcio inglese. Il club vive un'accesa rivalità con l'Arsenal, squadra con cui disputa il North London Derby.
È stato il primo club non affiliato alla Football League dalla sua fondazione nel 1888 a vincere la Coppa d'Inghilterra nel 1900-1901, e anche la prima squadra londinese a conseguire il double composto da campionato e coppa nazionale nel 1960-1961.

## Storia

### Dalle origini al 1960
Il 5 settembre 1882 fu fondato l'Hotspur Football Club, che nell'aprile 1884 fu rinominato Tottenham Hotspur per evitare confusioni con un altro club di Londra. Nel 1892 la squadra disputò per la prima volta un campionato, la Southern Alliance. Il 20 dicembre 1895 il club entrò nel dilettantismo e nell'estate del 1896 fu ammesso alla Division One della Southern League. Il 2 marzo 1898 il club diventò il Tottenham Hotspur Football and Athletic Company. Nel 1900 il Tottenham Hotspur vinse la Southern League, primo trofeo. L'anno dopo, il 27 aprile 1901, gli Spurs vinsero la FA Cup battendo lo Sheffield Utd per 3-1 (in una ripetizione della finale) e diventarono il primo club non in First Division a vincere il titolo nella storia della competizione. L'attività professionistica del Tottenham ebbe inizio nel 1908 e già nella stagione 1908-1909 il club fu promosso in First Division.
ll Tottenham rimase in First Division per sei anni prima di retrocedere nella stagione 1914-1915. Tornato in prima divisione al termine della stagione 1919-1920, già nella stagione successiva il club vinse la FA Cup e, per la prima volta, il Charity Shield, poi ottenne il secondo posto. le prestazioni, tuttavia, peggiorarono negli anni seguenti, sino a una nuova retrocessione al termine del 1927-1928. Tornato in massima serie alla fine dell'annata 1932-1933, il club si piazzò terzo l'anno dopo, ma nel 1935 retrocesse nuovamente.
Complice il secondo conflitto mondiale ed una nuova sospensione delle attività sportive, fu necessario attendere il 1950 per rivedere il club in massima serie. L'anno seguente la squadra guidata da Arthur Rowe fu protagonista, da neopromossa, di una clamorosa impresa, laureandosi campione d'Inghilterra per la prima volta nella storia, prima di piazzarsi seconda e vincere anche il Charity Shield nel 1955. Il decennio proseguì tra alti e bassi, con il secondo posto del 1956-1957 e i due terzi posti 1957-1958 e 1959-1960.

### Ildoubledel 1961 e la vittoria in Europa

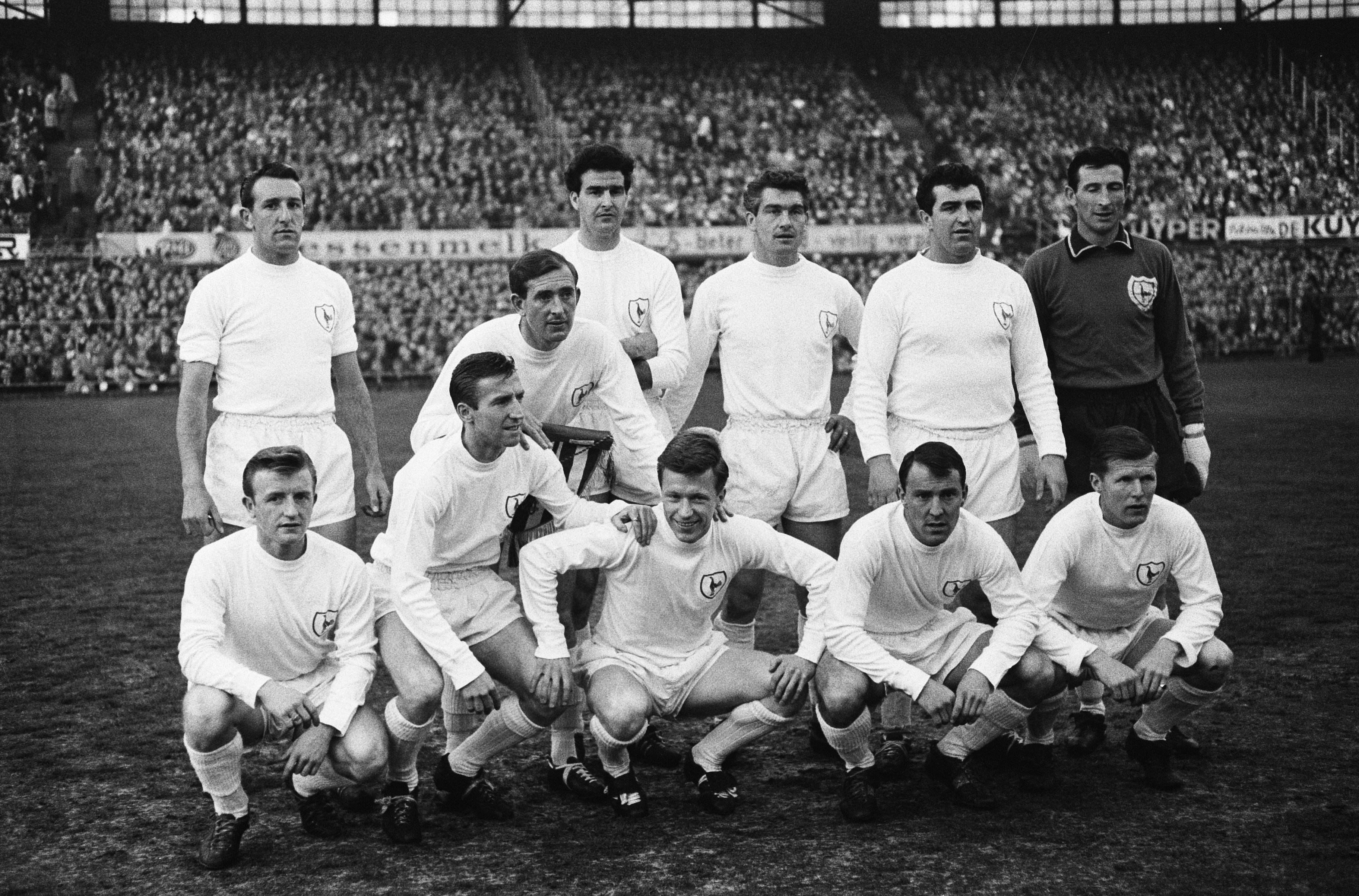
La formazione di partenza del Tottenham Hotspur contro l'Atlético Madrid nel 1963.

Nella stagione 1960-1961 gli Spurs, allenati da Bill Nicholson, vinsero per la seconda volta il titolo inglese, stabilendo il record di reti realizzate nella storia del club (115). Il Tottenham chiuse la stagione con otto punti di vantaggio sullo Sheffield Weds e a fine stagione centrò la doppietta con la vittoria della FA Cup. Nella stagione successiva gli Spurs si aggiudicarono per la seconda volta consecutiva la FA Cup e il Community Shield, mentre in campionato ottennero il terzo posto.
Tutte le forze furono, tuttavia, spese nella Coppa dei Campioni 1961-1962, nella quale il Tottenham fu eliminato in semifinale dal Benfica. Due anni dopo il successo in campionato, il club si aggiudicò la Coppa delle Coppe battendo in finale a Rotterdam l'Atlético Madrid per 5-1 e diventando così la prima compagine britannica a vincere un trofeo europeo. Nella medesima stagione la squadra chiuse il campionato al secondo posto.

### Dal 1966 al 1980: la Coppa UEFA e le due finali europee
Nel 1966-1967 il Tottenham vinse la FA Cup e il Charity Shield (titolo condiviso con il Manchester Utd, nella partita che vide andare in gol il portiere degli Spurs Pat Jennings).
Nel 1970-1971, invece, il club si aggiudicò per la prima volta la Coppa di Lega, garantendosi la qualificazione alla Coppa UEFA per la stagione successiva. Nell'edizione inaugurale della coppa il Tottenham riuscì a raggiungere la finale, dove trovò, in una partita tutta inglese, il Wolverhampton: grazie alla vittoria esterna per 2-1 e al pareggio in casa per 1-1 i londinesi si aggiudicarono il trofeo. Nel 1972-1973 il club bissò il successo in Coppa di Lega, mentre nel 1973-1974 il Tottenham raggiunse ancora una volta la finale di Coppa UEFA, ma uscì sconfitto contro il Feyenoord. Bill Nicholson lasciò l'incarico due anni più tardi.
La partenza di Nicholson fu tra le cause della retrocessione al termine della stagione 1976-1977, ma già l'anno successivo il Tottenham riguadagnò la promozione in massima serie. Nel 1978 il club acquistò Osvaldo Ardiles e Ricardo Villa, due dei protagonisti della nazionale argentina vincitrice del campionato mondiale dello stesso anno.

### Anni ottanta e novanta

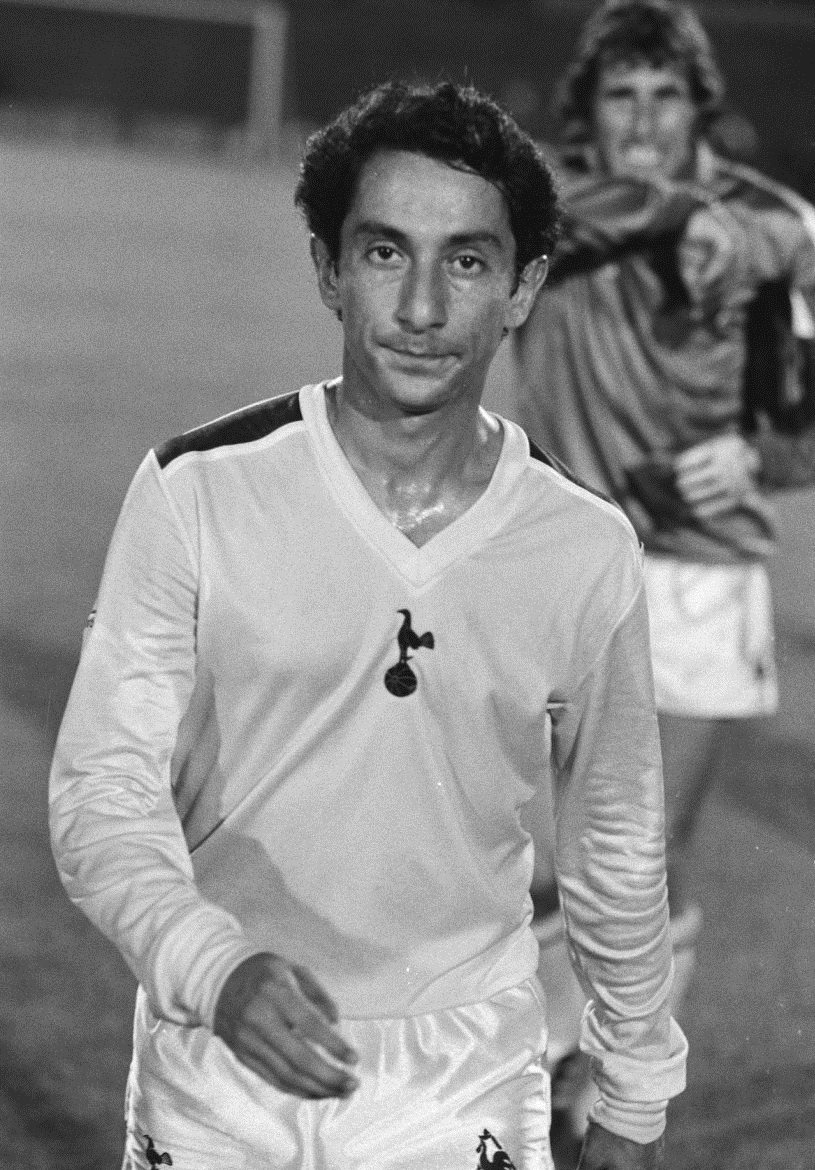
Osvaldo Ardiles nel 1981.

Nella stagione 1980-1981 il Tottenham vinse la FA Cup con un gol di Ricky Villa, ancora oggi reputato tra i più belli della storia della Coppa d'Inghilterra. Nell'estate del 1981 la squadra si aggiudicò insieme all'Aston Villa il Charity Shield dopo una partita terminata 2-2. Vinta la FA Cup nel 1982, nell'anno del centenario del club, il Tottenham vinse la Coppa UEFA 1983-1984 battendo l'Anderlecht ai tiri di rigore. Di quella squadra facevano parte Glenn Hoddle, Osvaldo Ardiles, Steve Perryman, Paul Jennings e Steve Archibald. Negli anni ottanta il club arrivò per tre volte terzo in campionato (1984-1985, 1987-1988 e 1989-1990).
Gli anni novanta si aprirono con la vittoria della FA Cup 1990-1991 e del Charity Shield 1991 (titolo condiviso con l'Arsenal) e nel 1992 il Tottenham fu tra le squadre che diedero vita alla prima edizione della Premier League, ma il decennio fu deludente su tutti i fronti, visti i risultati al di sotto delle attese. I migliori traguardi furono, infatti, il settimo posto del 1994-1995 in campionato e tre semifinali in FA Cup. Parallelamente vi furono dei problemi sul fronte societario, tra cui delle criticità economiche molto serie, che condussero il club a giocarsi financo la permanenza in Premier League più di una volta. L'unico risultato rilevante per il club fu registrato alla fine del decennio, con la vittoria della Coppa di Lega inglese del 1998-1999, primo trofeo dopo otto anni.

### Anni duemila e duemiladieci
Dopo oltre un lustro di amarezze, nel 2005-2006 la squadra si piazzò quinta, sfiorando la qualificazione alla UEFA Champions League, confermando il piazzamento anche nel 2006-2007, annata in cui furono raggiunti i quarti di finale di Coppa UEFA e le semifinali di Coppa di Lega. Nel 2007-2008 il club pose fine a un periodo di nove anni senza trofei vincendo la Coppa di Lega, mentre nel biennio seguente raggiunse nuovamente una finale di Coppa di Lega e le semifinali di FA Cup.
Gli anni duemiladieci si aprirono con il quarto posto nel 2009-2010 e nel 2010-2011, in quest'ultimo caso ottenendo la qualificazione alla fase a gironi della UEFA Champions League per la prima volta dal 1961-1962 (il cammino nella competizione si interruppe poi ai quarti di finale). Nell'estate del 2013 il club cedette le stelle Luka Modrić e Gareth Bale, che passarono al Real Madrid rispettivamente per 40 e 100 milioni di euro. Nel 2015-2016 la squadra si piazzò terza e l'anno dopo seconda in campionato. Parallelamente si registrarono degli acuti nelle coppe: nel 2011-2012, nel 2016-2017 e nel 2017-2018 gli Spurs raggiunsero le semifinali di FA Cup, nel 2014-2015 la finale della Coppa di Lega, poi, nel 2018-2019, le semifinali della Coppa di Lega e la prestigiosa finale di UEFA Champions League, dove la squadra allenata dall'argentino Mauricio Pochettino (in carica dal 2014) fu sconfitta per 2-0 dai connazionali del Liverpool.

### Anni duemilaventi: il successo in Europa League
Nel 2020-2021 la squadra raggiunse la finale di Coppa di Lega, mentre l'anno dopo le semifinali della competizione. Nella stagione 2024-2025, nonostante pessimi risultati in campionato, gli Spurs di Ange Postecoglou raggiunsero la finale di Europa League, in cui sconfissero per 1-0 i connazionali del Manchester United, tornando a vincere un trofeo continentale dopo oltre quarant'anni.
In seguito a questo successo il Tottenham ottenne il diritto a disputare la finale di Supercoppa UEFA contro i campioni d'Europa del PSG, ma perse il trofeo ai tiri di rigore dopo il 2-2 maturato al termine dei tempi regolamentari.

## Cronistoria

### Partecipazione ai campionati
| Livello | Categoria       | Partecipazioni | Debutto   | Ultima stagione | Totale |
| ------- | --------------- | -------------- | --------- | --------------- | ------ |
| 1º      | First Division  | 57             | 1909-1910 | 1991-1992       | 90     |
| 1º      | Premier League  | 33             | 1992-1993 | 2024-2025       | 90     |
| 2º      | Second Division | 16             | 1908-1909 | 1977-1978       | 16     |

* Esclusi i primordiali campionati regionali.

## Strutture

### Stadio

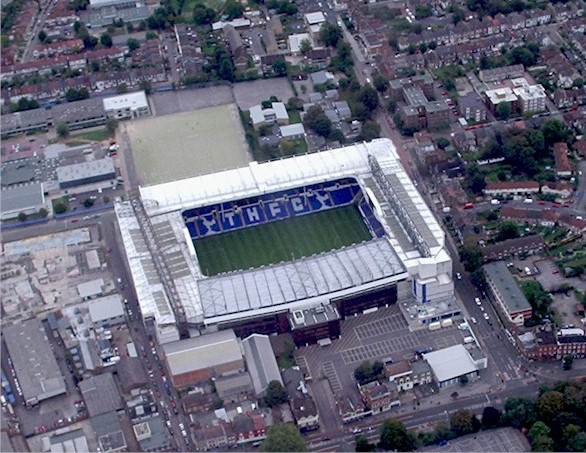
White Hart Lane in una veduta aerea del 2005.

Il primo campo utilizzato dagli Spurs fu il Tottenham Marshes dove la squadra giocò per sei anni. Nel 1898 si trasferirono al Northumberland Park dove giocarono una sola stagione.
Lo stadio che ha ospitato le partite casalinghe del Tottenham per 118 anni, dal 1899 al 2017, è stato il White Hart Lane. Inaugurato il 4 settembre 1899, aveva una capienza di 36.280 posti. Il primato di affluenza si registrò il 5 marzo 1938: 75.038 persone assistettero a Tottenham-Sunderland, incontro di FA Challenge Cup. Nel settembre 1953 il terreno fu dotato di un sistema di illuminazione per le partite da disputarsi in notturna.
Nel settembre 2012 in zona Bulls Cross è stato costruito il nuovo centro sportivo considerato uno dei migliori al mondo il New Training Centre Hotspur Way.

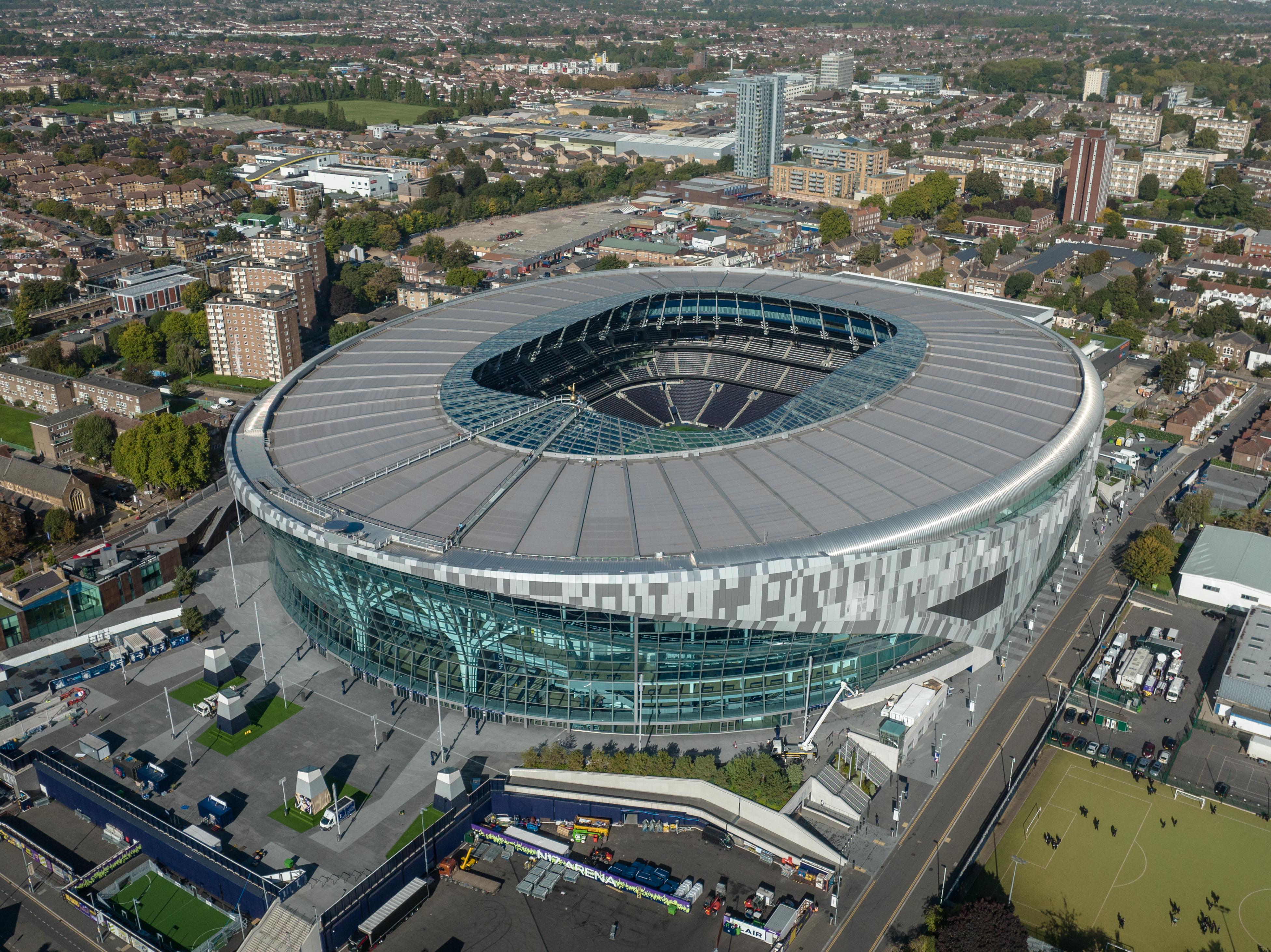
Il Tottenham Hotspur Stadium inaugurato nel 2019.

Nel 2008 è stato reso noto il progetto di costruire un nuovo impianto di capacità superiore ai 60.000 posti, situato nella stessa zona di White Hart Lane. L'architettura sarebbe stata ispirata a quello dell'Emirates Stadium, casa dell'Arsenal. I lavori sono iniziati nel 2015 e sono proseguiti fino al 2019; per questa ragione, il Tottenham è stato costretto a disputare tutta la stagione 2017-2018 e parte di quella 2018-2019 al Wembley Stadium. L'ultima partita giocata al White Hart Lane è stato Tottenham-Manchester United il 14 maggio 2017.

## Società

### Sponsor
| Sponsor ufficiali - Holsten (1983-1995) - Hewlett-Packard (1995-1999) - Holsten (1999-2002) - Thomson Holidays (2002-2006) - Mansion.com (2006-2010) - Autonomy (Premier League) (2010-2011) - Investec (UCL, FA Cup, Carling Cup) (2010-) - Aurasma1 (2011-2013) - Hewlett-Packard (2013-2014) - AIA Group (2014-) | Fornitori tecnici - Admiral (1978-1980) - Le Coq sportif (1980-1985) - Hummel (1985-1991) - Umbro (1991-1995) - Pony (1995-1999) - Adidas (1999-2002) - Kappa (2002-2006) - Puma (2006-2012) - Under Armour (2012-2017) - Nike (2017-oggi) |

1 - Aurasma è una filiale della Autonomy Corporation

## Diffusione nella cultura di massa
La stagione 2019-2020 della società è stata raccontata nel docu-reality, diffuso da Amazon Prime, All or Nothing: Tottenham Hotspur, facente parte della serie All or Nothing.

## Allenatori e presidenti
- 1898-1899:  Frank Brettell
- 1899-1907:  John Cameron
- 1907-1912:  Fred Kirkham
- 1912-1927:  Peter McWilliams
- 1927-1930:  Billy Minter
- 1930-1935:  Percy Smith
- 1935:  Wally Hardinge (ad interim)
- 1935-1938:  Jack Tresadern
- 1938-1942:  Peter McWilliams
- 1942-1946:  Arthur Turner
- 1946-1949:  Joe Hulme
- 1949-1955:  Arthur Rowe
- 1955-1958:  Jimmy Anderson
- 1958-1974:  Bill Nicholson
- 1974-1976:  Terry Neill
- 1976-1984:  Keith Burkinshaw
- 1984-1986:  Peter Shreeves
- 1986-1987:  David Pleat
- 1987:  Trevor Hartley e Doug Livermore (ad interim)
- 1987-1991:  Terry Venables
- 1991-1992:  Peter Shreeve
- 1992:  Doug Livermore e Ray Clemence (ad interim)
- 1993-1994:  Osvaldo Ardiles
- 1994:  Steve Perryman (ad interim)
- 1994:  Gerry Francis
- 1994-1997:  Chris Hughton (ad interim)
- 1997-1998:  Christian Gross
- 1998:  David Pleat (ad interim)
- 1998-2001:  George Graham
- 2001:  David Pleat (ad interim)
- 2001-2003:  Glenn Hoddle
- 2003:  David Pleat (ad interim)
- 2004:  Jacques Santini
- 2004-2007:  Martin Jol
- 2007-2008:  Juande Ramos
- 2008-2012:  Harry Redknapp
- 2012-2013 :  André Villas-Boas
- 2013-2014:  Tim Sherwood
- 2014-2019:  Mauricio Pochettino
- 2019-2021 :  José Mourinho
- 2021:  Ryan Mason (ad interim)
- 2021:  Nuno Espírito Santo
- 2021-2023:  Antonio Conte
- 2023:  Cristian Stellini (ad interim)
- 2023:  Ryan Mason (ad interim)
- 2023-2025:  Ange Postecoglou

- 1898: John Oliver
- 1898-1943: Graham Roberts
- 1943-1961: Fred Beaman
- 1961-1969: Fred Wale
- 1969-1980: Sidney Wale
- 1980-1982: Arthur Richardson
- 1982-1984: Douglas Alexiou
- 1984-1991: Irving Scholar
- 1991-2001: Alan Sugar
- 2001-: Daniel Levy

## Calciatori

### Vincitori di titoli
Campioni del mondo
- Jimmy Greaves (Inghilterra 1966)
- Hugo Lloris (Russia 2018)
- Cristian Romero (Qatar 2022)

Campioni del Sudamerica
- Cristian Romero (USA 2024)
- Giovani Lo Celso (USA 2024)

## Statistiche e record

### Partecipazione ai campionati e alle coppe nazionali
| Categoria                     | Partecipazioni | Debutto   | Ultima stagione |
| ----------------------------- | -------------- | --------- | --------------- |
| First Division/Premier League | 89             | 1909-1910 | 2024-2025       |
| Second Division               | 16             | 1908-1909 | 1977-1978       |
| Southern League               | 12             | 1896-1897 | 1907-1908       |
| FA Cup                        | 116            | 1896-1897 | 2023-2024       |
| League Cup                    | 51             | 1966-1967 | 2023-2024       |
| Charity/Community Shield      | 9              | 1920      | 1991            |

### Partecipazioni alle coppe europee
| Categoria                             | Partecipazioni | Debutto   | Ultima stagione |
| ------------------------------------- | -------------- | --------- | --------------- |
| Coppa dei Campioni / Champions League | 7              | 1961-1962 | 2022-2023       |
| Coppa delle Coppe                     | 6              | 1962-1963 | 1991-1992       |
| Coppa UEFA/Europa League              | 17             | 1971-1972 | 2024-2025       |
| Coppa Intertoto                       | 1              | 1995      | 1995            |
| Conference League                     | 1              | 2021-2022 | 2021-2022       |

### Statistiche individuali
Statistiche aggiornate al 16 marzo 2025.
| Record di presenze - 854 Steve Perryman (1969-1986) - 611 Gary Mabbutt (1982-1998) - 590 Pat Jennings (1965-1977) - 523 Tom Morris (1899-1912) - 506 Cyril Knowles (1964-1975) - 491 Glenn Hoddle (1975-1987) - 454 Son Heung-min (2015-oggi) - 452 Ted Ditchburn (1946-1958) - 447 Hugo Lloris (2012-2023) - 439 Alan Gilzean (1964-1974) - 438 Jimmy Dimmock (1919-1931) | Record di reti - 280 Harry Kane (2011-2023) - 266 Jimmy Greaves (1961-1970) - 208 Bobby Smith (1954-1966) - 174 Martin Chivers (1968-1976) - 173 Son Heung-min (2015-oggi) - 159 Cliff Jones (1958-1968) - 143 Jermain Defoe (2004-2008, 2009-2014) - 138 George Hunt (1930-1937) - 134 Len Duquemin (1946-1957) - 133 Alan Gilzean (1964-1974) |

## Palmarès

### Competizioni nazionali
- Campionato inglese: 2

1950-1951, 1960-1961
- Coppa d'Inghilterra: 8

1900-1901, 1920-1921, 1960-1961, 1961-1962, 1966-1967, 1980-1981, 1981-1982, 1990-1991
- Coppa di Lega inglese: 4

1970-1971, 1972-1973, 1998-1999, 2007-2008
- Charity Shield: 7

1921, 1951, 1961, 1962, 1967, 1981, 1991
- Campionato inglese di seconda divisione: 2

1919-1920, 1949-1950
- Southern League: 1

1899-1900

### Competizioni internazionali
- Coppa delle Coppe: 1

1962-1963
- Coppa UEFA/Europa League: 3  (record inglese condiviso con il Liverpool)

1971-1972, 1983-1984, 2024-2025

### Altre competizioni
- Coppa di Lega Italo-Inglese: 1

1971

### Competizioni giovanili
- FA Youth Cup: 3

1969-1970, 1973-1974, 1989-1990
- Torneo di Cannes: 1

1950
- Milk Cup: 1

1990
- Torneo Internazionale Under-19 Bellinzona: 2

1991, 2009

## Tifoseria
Il Tottenham gode di un'ampia schiera di sostenitori nel Regno Unito, originari principalmente di North London e delle contee domestiche. L'affluenza allo stadio ha oscillato nel corso degli anni. Dal 1950 al 1962, per cinque volte il Tottenham ha avuto la più alta affluenza media allo stadio d'Inghilterra. Nella stagione 2008-2009 era il nono club della Premier League per numero medio di spettatori presenti nel corso del campionato sugli spalti dello stadio di casa e l'undicesimo conteggiando tutte le stagioni della Premier League. Nel 2017-2018, quando ha usato Wembley quale stadio di casa, il club ha fatto registrare la seconda affluenza più alta della Premier League.
Tra i sostenitori celebri del Tottenham Hotspur figurano il filosofo A.J. Ayer, il cantante Phil Collins e l’attore Tom Holland. Numerosi sono i fans club ufficiali del club sparsi per il mondo, mentre il gruppo indipendente Tottenham Hotspur Supporters' Trust è ufficialmente riconosciuto dalla società quale rappresentante dei tifosi degli Spurs.
I tifosi del Tottenham Hotspur utilizzano ampiamente simboli ebraici, poiché la squadra è nata nel quartiere ebraico di Londra ed è sostenuta dalle comunità ebraiche di East London e Northeast London. Si stima che negli anni '30 del XX secolo i sostenitori del Tottenham di origine ebraica fossero un terzo. I primi tre presidenti del club furono uomini d'affari di origine ebraica, già tifosi del club. Oggi il supporto della comunità ebraica per il Tottenham non è maggiore rispetto a quello di altri club inglesi (si stima che il peso odierno di questa comunità sia pari al 5% del totale dei tifosi di calcio in Inghilterra), ma i tifosi avversari continuano a identificare il Tottenham come la squadra della comunità ebraica, spesso facendo ricorso, nei casi più gravi, a cori antisemiti, che si odono dagli anni '60, cori che includono le parole "Yids" or "Yiddos", utilizzate in tono spregiativo per indicare l'origine ebraica. In risposta alle parole usate come epiteti spregiativi, i sostenitori del Tottenham utilizzano i termini "Yids" o "Yid Army" (esercito Yid) come simbolo identitario dalla fine dagli anni '70.; alcuni espongono stendardi e striscioni con il nome "Yid", contribuendo ad annullare la carica negativa che gli avversari attribuiscono al termine. L'utilizzo del termine "Yid" ("giudaico") è tuttavia controverso, dato che alcuni fanno notare come il ricorso a tale termine sia da ritenere offensivo in quanto "legittima la discriminazione razziale nel calcio", Sia il World Jewish Congress che il Board of Deputies of British Jews hanno stigmatizzato e denunciato tale utilizzo. Altre figure quali l'ex premier britannico David Cameron hanno sottolineato come l'utilizzo del termine da parte dei tifosi degli Spurs non sia da intendere in senso offensivo, perché non motivato da odio..

Tra le canzoni più intonate dai tifosi del Tottenham figura Glory Glory Tottenham Hotspur, nata nel 1960-1961 dopo che la squadra ottenne il double vincendo campionato e coppa nazionale, qualificandosi per la prima volta alla Coppa dei Campioni. Il Tottenham esordì in Europa contro i polacchi del Górnik Zabrze, da cui fu sconfitto per 4-2 nella gara di andata del preliminare, in Polonia. La stampa polacca, in riferimento al gioco maschio degli inglesi, scrisse che "non si tratta certo di angeli", parole che suscitarono la curiosa risposta di tre tifosi degli Spurs, i quali, per la sfida di ritorno a White Hart Lane, si vestirono con tre toghe bianche a guisa di angeli, con tanto di sandali, false barbe e recando in mano placche con slogan simil-biblici. Ai tifosi fu concesso l'accesso a bordocampo e la loro presenza invogliò lo stadio a intonare Glory Glory Hallelujah, che ancora oggi si ascolta sugli spalti dello stadio dove gioca il Tottenham e in altri stadi. Per la cronaca, anche la squadra rispose al coro, vincendo per 8-1. L'allenatore dell'epoca, Bill Nicholson, scrisse nella propria autobiografia: 
(Bill Nicholson)
Quanto al fenomeno dell'hooliganismo, non mancarono gli episodi di violenza negli anni '70 e '80 del XX secolo. A questo proposito vanno citati gli scontri tra i tifosi del Tottenham e quelli del Feyenoord, a Rotterdam per la finale di ritorno della Coppa UEFA 1973-1974, e quelli che si verificarono in occasione delle partite di Coppa UEFA 1983-1984 tra Tottenham e Feyenoord e fra Tottenham e Anderlecht a Bruxelles. Anche se dopo allora le violenze si attenuarono, sono accaduti altri episodi di questo genere.

## Rivalità

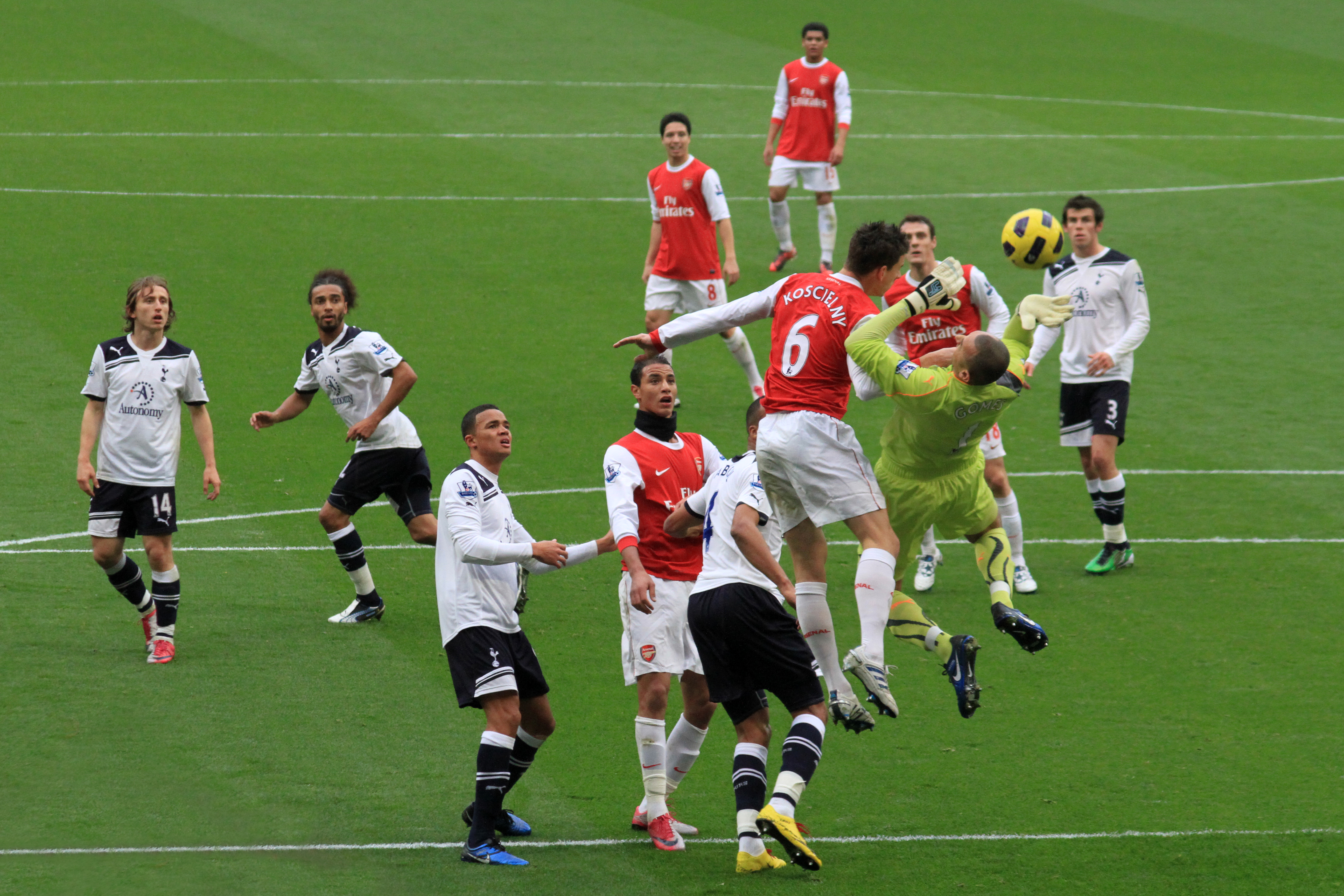
Azione di gioco di un -Tottenham del 2010.

Il Tottenham vive un'accesa quanto storica rivalità con i vicini Gunners dell'Arsenal, club nato nel sud di Londra che si trasferì nel North London nel 1913. Entrambe le squadre, con sede nel nord di Londra, danno vita al North London derby, un'accesa sfida che finora ha visto prevalere l'Arsenal, sia in Premier League che in FA Cup e Football League Cup. La rivalità con l'Arsenal nacque, o per lo meno si inasprì, nel 1919 quando i Gunners, giunti sesti in Second Division (allora la seconda divisione nazionale), furono promossi in First Division al posto del Tottenham. Altre accese rivalità vedono contrapposti gli Spurs ai vari cugini londinesi, primi tra tutti ai Blues del Chelsea e agli Hammers del West Ham Utd.

## Organico

### Rosa 2025-2026
Rosa, numerazione e ruoli, tratti dal sito ufficiale, sono aggiornati al 15 agosto 2025.
| N. |                        | Ruolo | Calciatore                 |
| -- | ---------------------- | ----- | -------------------------- |
| 1  | Italia (bandiera)      | P     | Guglielmo Vicario          |
| 3  | Romania (bandiera)     | D     | Radu Drăgușin              |
| 4  | Austria (bandiera)     | D     | Kevin Danso                |
| 6  | Portogallo (bandiera)  | C     | João Palhinha              |
| 8  | Mali (bandiera)        | C     | Yves Bissouma              |
| 9  | Brasile (bandiera)     | A     | Richarlison                |
| 10 | Inghilterra (bandiera) | C     | James Maddison             |
| 11 | Francia (bandiera)     | A     | Mathys Tel                 |
| 13 | Italia (bandiera)      | D     | Destiny Udogie             |
| 14 | Inghilterra (bandiera) | C     | Archie Gray                |
| 15 | Svezia (bandiera)      | C     | Lucas Bergvall             |
| 16 | Croazia (bandiera)     | D     | Luka Vušković              |
| 17 | Argentina (bandiera)   | D     | Cristian Romero (capitano) |
| 19 | Inghilterra (bandiera) | A     | Dominic Solanke            |
| 20 | Ghana (bandiera)       | A     | Mohammed Kudus             |

| N. |                        | Ruolo | Calciatore        |
| -- | ---------------------- | ----- | ----------------- |
| 21 | Svezia (bandiera)      | C     | Dejan Kulusevski  |
| 22 | Galles (bandiera)      | A     | Brennan Johnson   |
| 23 | Spagna (bandiera)      | D     | Pedro Porro       |
| 24 | Inghilterra (bandiera) | D     | Djed Spence       |
| 25 | Giappone (bandiera)    | D     | Kōta Takai        |
| 27 | Israele (bandiera)     | A     | Manor Solomon     |
| 28 | Francia (bandiera)     | A     | Wilson Odobert    |
| 29 | Senegal (bandiera)     | C     | Pape Matar Sarr   |
| 30 | Uruguay (bandiera)     | C     | Rodrigo Bentancur |
| 31 | Rep. Ceca (bandiera)   | P     | Antonín Kinský    |
| 33 | Galles (bandiera)      | D     | Ben Davies        |
| 37 | Paesi Bassi (bandiera) | D     | Micky van de Ven  |
| 40 | Inghilterra (bandiera) | P     | Brandon Austin    |
| 44 | Inghilterra (bandiera) | A     | Dane Scarlett     |
| 46 | Inghilterra (bandiera) | P     | Luca Gunter       |
|    | Spagna (bandiera)      | A     | Bryan Gil         |

### Staff tecnico
Tratto dal sito ufficiale, aggiornato al 3 agosto 2025.
- Allenatore:  Thomas Frank
- Vice allenatore:  Justin Cochrane
- Vice allenatore:  Andreas Georgson
- Collaboratore tecnico:  Johan Lange
- Allenatore dei portieri:  Fabian Otte
- Responsabile scouting:  Rob Mackenzie
- Responsabile medico:  Geoff Scott
- Responsabile fisioterapisti:  Stuart Campbell